# Aeroportul Coatepeque
Aeroportul Coatepeque (IATA: CTF, ICAO: MGCT) este un aeroport din Coatepeque⁠(d), Departamento de Quetzaltenango⁠(d), Guatemala ce deservește zona Coatepeque⁠(d). A fost numit după zona deservită.
Situat la o altitudine de 453 m, aeroportul dispune de 1 pistă.

## Infrastructură

### Piste
Aeroportul dispune de o singură pistă. Pista 06/24 are suprafața de asfalt și dimensiunile 900 m × 18 m. 